# Albert Séguin
Albert Séguin (Wenen, 8 maart 1891 - Villefranche-sur-Saône, 29 mei 1948) was een Frans turner. 
Séguin won tijdens de Olympische Zomerspelen 1924 in eigen land de gouden medaille op de zijwaartse sprong en de zilveren medaille bij het touwklimmen en in de landenwedstrijd.

## Resultaten

### Olympische Zomerspelen
| Jaar | Plaats | Resultaten |
| ---- | ------ | --- |
| 1924 | Parijs | bij de zijwaartse sprong bij het touwklimmen in de landenwedstrijd 15e in de meerkamp 13e op sprong 12e aan de ringen |